# 워크래프트 III: 프로즌 쓰론
《워크래프트 III: 프로즌 쓰론》(Warcraft III: The Frozen Throne, 얼어붙은 왕좌)는 블리자드 엔터테인먼트가 개발한 실시간 전략 게임 게임이다. 2003년 7월 1일에 전 세계에서 동시 발매하였다. 종족마다 새로운 영웅들과 2~3 명의 새로운 유닛이 추가되었고, 4개의 캠페인과 8명의 중립 영웅들이 추가되었다. 이와 더불어 상점 시스템이 추가등의 여러 가지 큰 발전이 있었다. 블리자드는 여러 가지 버그들을 수정하고 멀티플레이의 균형을 맞추기 위해 정기적으로 새로운 버전을 온라인으로 공개하고 있다.
국내 발매 때는 블리자드 엔터테인먼트가 이 작품의 전작인 워크래프트 III: 레인 오브 카오스를 배급한 오랜 파트너였던 한빛소프트 대신, 완구업체 손오공과 따로 게임 배급계약을 체결해, 전작과 확장팩이 서로 배급사가 다른 현상이 벌어져 국내 패치나 고객지원 등의 업무에 다소 혼란이 발생하기도 하였다.
이후 워크래프트 III: 프로즌 쓰론을 끝으로 싱글 플레이가 지원되는 워크래프트는 막을 내리고 순수 MMORPG인 월드 오브 워크래프트가 발매된다.

## 줄거리
워크래프트 III: 레인 오브 카오스의 이후 이야기를 다루고 있다. 첫 번째 파트인 나이트 엘프 캠페인에서는 언데드 족 세력을 막기 위해 나이트 엘프 족 영웅들이 일리단 스톰레이지를 감옥에서 풀어주며 생기는 분열이 주 내용이다. 두 번째 파트인 휴먼 캠페인에서는 기존의 휴먼 족과 드워프 족과 블러드 엘프 족 사이의 갈등, 그리고 원래 엘프 족이였지만 웰 오브 이터니디의 붕괴로 바다 속으로 수장될 뻔했다가, 저주를 받아서 괴물의 모습으로 변해버린 나가 족과 드워프 족과 블러드 엘프 족의 연합을 다루고 있다. 마지막 세 번째 파트인 언데드 캠페인에서는 리치 왕의 힘을 얻기 위해 힘쓰는 타락한 아서스와 일리단의 아이스크라운 마법 공격으로 혼란에 빠진 다른 언데드 족 사이의 분열, 그리고 일리단과 탄드레드 황태자가 이끄는 드워프 족과 캘타스 왕자가 이끄는 블러드 엘프 족과 바쉬가 이끄는 나가 족과 모닝 엘프 족으로부터 강제 편입된 드레나이들과 리치 왕이 되려는 아서스의 언데드 족과의 대결을 다루고 있다. 가장 마지막에 이 두 인물이 일 대 일로 치열한 대결을 벌이지만 일리단이 패하게 되고, 결국 아서스는 새로운 리치 왕이 된다.

## 추가, 변경 요소
- 각 종족에 각각 새로운 영웅유닛 1기씩(그래도 3기만 생산가능), 상점 건물, 기존 유닛이 사용가능한 새로운 기술, 새로운 형태의 유닛을 추가했다. 언데드와 휴먼에는 새로운 방어탑이 추가되었다.
- 월드 에디터로 새로운 지형의 지도를 만들 수 있게 되었다.
- 인간, 나이트 엘프, 오크 종족이 가진 기계속성 공성무기 형태를 다시 디자인하고 이름을 바꾸었다. 그 외 유닛 중 일부도 이름이 바뀌었다. (예: 와이번→윈드 라이더)
- 건물 건설과 유닛 생산에 있어서 필요 자원 중 금의 비중이 약간 줄고, 목재의 비중이 크게 늘어났다.
- 최대 인구수가 100으로 증가하면서 유지비 증가 시점 또한 변경되었다(유지비 없음: 인구수 50 이하, 낮은 유지비: 인구수 50 이상, 높은 유지비: 인구수 80 이상).
- 많은 유닛들의 방어, 공격형태가 변화되거나 새로운 형태가 도입되었다.(비무장 아머 추가 등)
- 새로운 중립건물이 추가되었는데, 특히 술집 건물에서는 중립영웅이라는 형태의 영웅유닛을 고용할 수 있다. 이후에 패치가 되면서 고용할 수 있는 중립영웅이 추가되기도 했다. 중립건물 중에서는 전함을 고용할 수 있는 건물도 있는데, 이를 이용하면 워크래프트 2와 같이 해상전도 가능하다.

## 평가
| 평가 |        |
| --- | ------ |
| 통합 점수 통합사 점수 메타크리틱 88/100 [ 1 ] 평론 점수 평론사 점수 게임 인포머 9/10 [ 2 ] 게임 레볼루션 B+ [ 3 ] 게임스팟 9.2/10 [ 4 ] 게임스파이 88% [ 5 ] 게임존 9.4/10 [ 6 ] IGN 9.0/10 [ 7 ] PC 게이머 (US) 83% [ 8 ] |        |
| 통합 점수 |        |
| 통합사 | 점수   |
| 메타크리틱 | 88/100 |
| 평론 점수 |        |
| 평론사 | 점수   |
| 게임 인포머 | 9/10   |
| 게임 레볼루션 | B+     |
| 게임스팟 | 9.2/10 |
| 게임스파이 | 88%    |
| 게임존 | 9.4/10 |
| IGN | 9.0/10 |
| PC 게이머 (US) | 83%    |